# 巴拿馬艷花鱂
巴拿馬艷花鱂，為輻鰭魚綱鯉齒目鯉齒亞目花鳉科的其中一種，分布於中美洲巴拿馬的淡水、半鹹水流域，體長可達3.5公分，棲息在沼澤、紅樹林，屬肉食性，以昆蟲為食，生活習性不明。

## 擴展閱讀
維基物種上的相關：巴拿馬艷花鱂